# 庫蒂亞山脈國家公園
庫蒂亞山脈國家公園（葡萄牙語：Parque Nacional da Serra da Cutia），是巴西的國家公園，位於該國西北部朗多尼亞州，成立於2001年8月1日，佔地28.4萬公頃，覆蓋科斯塔馬克斯和瓜亞拉米林地區，每年平均降雨量1,502毫米。